# Tylopus granulatus
Tylopus granulatus är en mångfotingart som beskrevs av Sergei I. Golovatch 1984. Tylopus granulatus ingår i släktet Tylopus och familjen orangeridubbelfotingar. Inga underarter finns listade i Catalogue of Life.